# Абутью
Абутью (ум. до 2280 г. до н. э.) — древнеегипетская собака, одно из первых домашних животных в истории, имя которого достоверно известно и о котором имеются задокументированные сведения. Она, как считается, была сторожевой собакой в царском дворце, жившей в период правления VI династии (2345—2181 годы до н. э.), и удостоилась сложного церемониального погребения в Некрополе Гизы по приказу фараона, имя которого неизвестно.
Камень с иероглифами, на котором перечислены дары, преподнесённые фараоном на похороны Абутью, был обнаружен египтологом Джорджем А. Рейснером в октябре 1935 года. Он был, по-видимому, частью материала слолиев (декоративных элементов), имевшихся во многих мастабах (гробницах эпохи фараонов) VI династии, сохранившимся после сноса усыпальницы владельца Абутью, где камень, скорее всего и был первоначально установлен. Камень представляет собой табличку из белого известняка с размерами 54,2 × 28,2 × 23,2 см (21,3 × 11,1 × 9,1 дюйма). Надпись на нём состоит из десяти вертикальных рядов иероглифов, разделённых вертикальными линиями.
Абутью, вероятно, была борзой, изящно сложённой охотничьей собакой, похожей на современного грейхаунда, с торчащими ушами и вьющимися хвостом — в египетских источниках такая порода называется «тесем». Гробница, в которой был обнаружен камень с погребальной надписью о ней, расположена в могильнике G 2100 в Западной области Гизы, недалеко от западной стороны Пирамиды Хеопса.